# Fundusz hedgingowy
Fundusz hedgingowy (ang. hedge fund) – rodzaj funduszu inwestycyjnego. Nie ma jednej szeroko uznanej definicji funduszu hedgingowego. Wśród charakterystycznych cech takich podmiotów można jednak wymienić: wykorzystywanie różnorodnych zaawansowanych technik inwestycyjnych (transakcji arbitrażowych, instrumentów pochodnych, krótkiej sprzedaży, HFT) i dźwigni finansowej, stosowanie opłat za zarządzanie uzależnionych od wyników inwestycyjnych, szukanie możliwości osiągnięcia dodatniego wyniku inwestycyjnego niezależnie od tendencji rynkowych.

## Polityka inwestycyjna
Jednym z pierwszych tego typu podmiotów był utworzony w 1949 r. przez Alfreda Winslowa Jonesa fundusz w formie spółki cywilnej, który dla zabezpieczenia się przed wahaniami rynku akcji zajmował na nim zarówno długą, jak i krótką pozycję, wykorzystując krótką sprzedaż oraz dźwignię finansową. Fundusz ten nie był od początku określany jako fundusz hedgingowy, jednak łączył cechy wszystkich innych, późniejszych funduszy hedgingowych: elastyczna forma prawna, spekulacyjne strategie inwestycyjne (wykorzystujące hedging i dźwignię finansową), wynagrodzenie dla zarządzających na podstawie osiągniętego zysku (success fee).
Fundusz hedgingowy zazwyczaj ma charakter zamknięty, co oznacza, że jest dostępny tylko dla ograniczonej kategorii inwestorów (najczęściej wymagana jest pewna kwotowo określona minimalna wartość inwestycji, np. 1 mln USD).
Fundusze te różnią się od innych funduszy inwestycyjnych tym, że ich działalność nie podlega ścisłym regulacjom prawnym. Najczęściej przyjmują one formę spółek prawa handlowego. Ponadto fundusze hedgingowe mają charakter bardziej uniwersalny (nie ograniczają się np. do jednego typu instrumentów inwestycyjnych), co umożliwia realizowanie bardziej elastycznej polityki inwestycyjnej. Inwestowanie w tych funduszach może mieć charakter długo- lub krótkoterminowy.

## Kryzys w 2008 r.
Według szacunków podczas kryzysu w roku 2008 fundusze hedgingowe na całym świecie odnotowały łączną stratę w wysokości 350 mld USD, na Amerykę Płn. przypadło 183 mld USD strat.